# Obručevskij
Il quartiere Obručevskij (in russo Обручевский район?) è un quartiere di Mosca sito nel Distretto Sud-occidentale.
Deve il nome alla propria via principale, via Obručev, a sua volta intitolata a Vladimir Afanas'evič Obručev. Nella parte settentrionale dell'area lungo la via Kalužskaja si trovava la villa Voroncovo, con annesso parco, che dopo la Rivoluzione d'ottobre fu convertita in un sovchoz.
L'area viene inclusa nel territorio di Mosca nell'agosto del 1960.